# Президентские выборы в Зимбабве (2023)
Президентские выборы 2023 года в Зимбабве прошли 23 и 24 августаодновременно с выборами в парламент страны. Основная гонка за президентский пост велась между двумя кандидатами происхождения каранги: Эммерсоном Мнангагвой из ЗАНС — ПФ и Нельсоном Чамизой из ГКП. Списки избирателей на выборах увеличились до 6,5 миллионов по сравнению с 5,8 миллионами в 2018 году.

## Ход кампании

### Общая характеристика
Главными вопросами избирательной кампании были инфляция и экономический кризис, который усугубился гиперинфляцией нового зимбабвийского доллара.

### Миссия наблюдателей Содружества
Миссия Содружества по наблюдению за выборами была приглашена в рамках попытки восстановить членство Зимбабве в Содружестве. В результате было констатировано, что голосование сорвано из-за отсутствия бюллетеней.

### День голосования
Выборы были продлены ещё на один день из-за задержек с голосованием. Это случилось после образования ночных очередей. Были выдвинуты обвинения в фальсификации результатов голосования. В провинциях с наибольшей поддержкой оппозиции были задержки до 10 часов. Избирательная комиссия Зимбабве признала несвоевременную раздачу избирательных бюллетеней на некоторых избирательных участках и обвинила в этом задержки с печатью, «возникшие из-за многочисленных судебных исков». Во время выборов был арестован 41 наблюдатель за выборами по обвинению в незаконной попытке объявить результаты перед государственным избирательным органом.

## Результаты
| Кандидат                           | Кандидат                           | Партия                                                             | Голоса    | %     |
| ---------------------------------- | ---------------------------------- | ------------------------------------------------------------------ | --------- | ----- |
|                                    | Эммерсон Мнангагва                 | Зимбабвийский африканский национальный союз — Патриотический фронт | 2 350 711 | 52,60 |
|                                    | Нельсон Чамиза                     | Гражданская коалиция за перемены                                   | 1 967 343 | 44,03 |
|                                    | Уилберт Мубаива                    | Национальный Народный Конгресс                                     | 53 517    | 1,20  |
|                                    | Дуглас Мвонзора                    | Движение за демократические перемены — Цвангираи                   | 28 883    | 0,65  |
|                                    | Джозеф Макамба Буша                | Конгресс FreeZim                                                   | 18 816    | 0,42  |
|                                    | Блиссинг Касиимахуру               | Зимбабвийское партнерство ради процветания                         | 13 060    | 0,29  |
|                                    | Тапива Траст Чикохора              | Коалиции за мир и развитие Зимбабве                                | 10 230    | 0,23  |
|                                    | Гвиньяй Генри Музорева             | Объединённый африканский национальный совет                        | 7 053     | 0,16  |
|                                    | Элизабет Валерио                   | Объединённый Альянс Зимбабве                                       | 6 989     | 0,16  |
|                                    | Гарри Питер Уилсон                 | Демократическая оппозиционная партия                               | 6 743     | 0,15  |
|                                    | Лавмор Мадуку                      | Национальная конституционная ассамблея                             | 5 323     | 0,12  |
| Испорченные бюллетени              | Испорченные бюллетени              | Испорченные бюллетени                                              | 92 553    | 2,03  |
| Всего                              | Всего                              | Всего                                                              | 4 468 668 | 100   |
| Зарегистрированные избиратели/Явка | Зарегистрированные избиратели/Явка | Зарегистрированные избиратели/Явка                                 | 6 623 511 | 68,86 |
| Источник: Избирком Зимбабве        |                                    |                                                                    |           |       |